# Zdeněk Kořistka
Zdeněk Kořistka (* 24. července 1957) je bývalý český politik, na přelomu 20. a 21. století poslanec Poslanecké sněmovny za Unii svobody, v roce 2004 aktér takzvané kauzy Kořistka (údajný pokus ODS podplatit ho výměnou za sesazení vlády ČSSD).

## Biografie
V komunálních volbách roku 1994 byl zvolen do zastupitelstva města Ostrava za ODS. Zároveň se tehdy stal i zastupitelem městského obvodu Ostrava-Jih. V roce 1994 byl předsedou Oblastního sdružení ODS v Ostravě. Funkci zastával do ledna 1998, kdy přešel do nově vzniklé Unie svobody. K roku 1998 se uvádí jako obchodní manažer, bytem Ostrava.
Ve volbách v roce 1998 byl zvolen do poslanecké sněmovny za Unii svobody (volební obvod Severomoravský kraj). Byl členem sněmovního hospodářského výboru. Poslanecký mandát ve volbách v roce 2002 neobhájil, ale do sněmovny usedl dodatečně v červenci 2004 jako náhradník poté, co rezignoval poslanec Marian Bielesz. Stal se členem hospodářského výboru a zemědělského výboru. V letech 2004–2006 působil jako místopředseda poslaneckého klubu Unie svobody-DEU. V parlamentu setrval do voleb v roce 2006.
Jeho nástup do sněmovny v roce 2004 se odehrával v době vnitřního pnutí ve vládní středolevé koalici, jejíž součástí byla i Unie svobody. V roce 2004 Kořistka oznámil, že mu lidé napojení na ODS – Marek Dalík a Jan Večerek, nabízeli deset milionů korun jako úplatek a diplomatický post velvyslance, pokud se připojí k pokusu opozice sesadit vládu Stanislava Grosse. Tato takzvaná kauza Kořistka měla velkou publicitu a měla politické a soudní dopady. Dalík a Večerek na Kořistku podali žalobu. Marek Dalík byl kvůli podezřením po několik dnů vězněn, ale po letech soudních sporů nebyla korupční nabídka prokázána.